# Anagyrus smithi
Anagyrus smithi är en stekelart som beskrevs av Doutt 1952. Anagyrus smithi ingår i släktet Anagyrus och familjen sköldlussteklar. Inga underarter finns listade i Catalogue of Life.